# Sinogomphus formosanus
Sinogomphus formosanus är en trollsländeart som beskrevs av Syoziro Asahina 1951. Sinogomphus formosanus ingår i släktet Sinogomphus och familjen flodtrollsländor. Inga underarter finns listade i Catalogue of Life.